# Вторая жизнь Уве (фильм)
«Вторая жизнь Уве» (швед. En man som heter Ove, буквальный перевод «Человек, которого зовут Уве») — шведский кинофильм режиссёра Ханнеса Хольма по одноимённому роману Фредрика Бакмана. Мировая премьера фильма состоялась 13 декабря 2015 года, в России — 30 июня 2016 года. Вошёл в пятёрку фильмов, номинированных на премию «Оскар» 2017 года за лучший фильм на иностранном языке и за лучший грим и причёски.

## Сюжет
Заглавный персонаж Уве Линдаль, на первый взгляд, — типичный ворчливый пожилой человек, которого раздражает любой беспорядок. Он постоянно придирается к соседям и прохожим. Уве – одинокий вдовец, он каждый день приносит на могилу недавно умершей парализованной с молодости жены свежий букет цветов. Из 59 лет своей жизни Линдаль  43 года проработал в железнодорожном депо, где работал и погиб на глазах юного Уве его отец. И теперь, когда новое начальство депо предложило ему поменять работу и пройти курсы повышения квалификации, он уволился.
Поскольку жизнь для Уве с кончиной жены и потерей работы утратила смысл, он решает покончить с собой, однако он отложил проводимую реализацию задуманного, увидев через окно, как новые соседи неудачно пытаются припарковать свой трейлер. Уве сердито помогает им и они знакомятся. Семейная пара соседей — иммигрантка из Ирана Парване и её шведский муж Патрик — растят двух маленьких дочек и ждут третьего ребёнка.
В последующие дни Уве упорно пытается разными способами реализовать свои суицидальные намерения, но ему не удалось ни повеситься, ни отравиться угарным газом, ни броситься под поезд: его планы постоянно срывали либо соседи, нуждающиеся в его хозяйственных навыках, либо какие-то случайные  внешние обстоятельства.
Так, на вокзале стоящий рядом с ним мужчина, внезапно потеряв сознание, падает на рельсы, и Уве, видя бездействие остальных более молодых окружающих, сам прыгает на рельсы и  в последний момент вытаскивает упавшего на платформу.
Возле дома Уве и Парване находят раненую кошку. Парване не может взять её к себе из-за аллергии у детей, поэтому Уве самому приходится забрать её себе.
Дети Парване проникаются симпатией к Уве, а она предлагает старику свою помощь с уборкой. Его это приводит в ярость, однако молодая женщина тактично советует ему начать новую страницу жизни, как бы он ни любил свою покойную жену.
Уве снова пытается покончить жизнь самоубийством, но его занятие прерывает стук в дверь. Другого молодого  соседа–работника кафе  выгнали из дома, когда он признался отцу, что он — гей. Уве соглашается временно поселить его у себя.
С молодости Уве с женой дружили с соседской семьей Руне и Аниты, но сейчас Руне парализован и недееспособен. Его принудительно пытаются забрать в коммерческий дом престарелых, однако Уве и Анита при помощи местной журналистки выгоняют тех, кто прибыл, чтобы насильно отвезти Руне туда.
По дороге домой самому Уве становится плохо и его на скорой везут в больницу. Когда Парване приходит туда навестить Уве, у неё прямо в его палате начинаются роды. Через несколько дней в доме Парване и Патрика все соседи празднуют рождение нового жителя поселка. Уве приносит в подарок колыбель, которая стояла у него на чердаке, сделанная им много лет назад для его так и не родившегося ребёнка, которого его жена потеряла в автокатастрофе. В этой же катастрофе она была и парализована.
Однажды зимним утром Парване замечает, что дорожка у дома аккуратного  соседа не расчищена. По нетронутому снежному покрову они с мужем бегут к Уве и обнаруживают, что он тихо скончался в своей постели естественным образом. На тумбочке он давно на всякий случай оставил записку, в которой просит соседей позаботиться о его кошке.

## В ролях
| Актёр              | Роль            |
| ------------------ | --------------- |
| Рольф Лассгорд     | Уве             |
| Бахар Парс         | Парване         |
| Филип Берг         | молодой Уве     |
| Ида Энгволль       | Соня            |
| Тобиас Альмборг    | Патрик          |
| Клас Вильегорд     | Джимми          |
| Катарина Ларссон   | Анита           |
| Бёрье Лундберг     | Руне            |
| Штефан Гёдикке     | отец Уве        |
| Юхан Видерберг     |                 |
| Анна-Лена Бергелин | Лена, журналист |
| Симон Эденрот      | Адриан          |

## Критика
Фильм получил положительные отзывы кинокритиков. На сайте Rotten Tomatoes фильм имеет рейтинг 90 % на основе 104 рецензий со средним баллом 7.1 из 10. На сайте Metacritic фильм имеет оценку 70 из 100 на основе 21 рецензии критиков, что соответствует статусу «в целом благоприятные отзывы». Газеты The Washington Post и Chicago Tribune положительно отозвались о фильме.
По состоянию на 2016 год фильм находится на третьем месте среди самых популярных кинофильмов Швеции всех времён.

## Награды и номинации
- 2016 — участие в конкурсной программе Гётеборгского кинофестиваля.
- 2016 — премия Европейской киноакадемии за лучшую европейскую комедию, а также 2 номинации: лучший европейский актёр (Рольф Лассгорд), приз зрительских симпатий.
- 2016 — три премии «Золотой жук»: лучший актёр (Рольф Лассгорд), лучший грим (Эва фон Бар, Лове Ларсон), приз зрительских симпатий. Кроме того, лента получила 4 номинации: лучший фильм (Анника Белландер), лучшая актриса второго плана (Бахар Парс), лучшая операторская работа (Йоран Халльберг), лучшие визуальные эффекты (Тор-Бьёрн Олссон).
- 2016 — номинация на премию «Спутник» за лучший международный фильм.
- 2017 — две номинации на премию «Оскар»: лучший фильм на иностранном языке, лучший грим и причёски (Эва фон Бар, Лове Ларсон).